# Wiktor Unander
Wiktor Axel Unander, född 18 december 1872 i Yttertavle, Umeå landsförsamling, död 20 september 1967 i Bern, Schweiz, var en svensk arméofficer och författare.
Wiktor Unander var son till lantbruksskoledirektören Ferdinand Unander och Fanny Fredrika Scharin samt bror till Egil Unander-Scharin och Hjalmar Unander. Efter mogenhetsexamen i Stockholm 1892 och officersexamen 1894 blev han 1894 underlöjtnant vid Västerbottens regemente, 1907 kapten där och 1911 vid Första livgrenadjärregementet. Han blev major vid Norrbottens regemente 1918 och innehade samma grad vid Södra skånska infanteriregementet 1922–1926, varefter han övergick till reserven och bosatte sig utomlands. Han var svensk konsul i Zagreb i Jugoslavien till 1929. Han verkade senare som författare i Sverige och var bosatt i Malmö. Unander genomgick 1896–1897 Gymnastiska centralinstitutet och 1898–1900 Krigshögskolan. 1900–1902 vid franska armén, vid första zuavregementet i Algeriet. 1903 övergick han i turkisk tjänst, där han fick majors rang inom Hussein Hilmi Paschas stab och uppgjorde organisationsplaner för det makedoniska gendarmeriet. De närmast följande åren organiserade han polis och gendarmeri i turkiska Serbien och Albanien. År 1906 återinträdde Unander i svensk tjänst och blev 1912 militärattaché i Konstantinopel. Han var 1917–1918 specialattaché i London och 1919–1922 diplomatisk agent och tillförordnad generalkonsul i Kairo. Unander publicerade romanen Nedjibe (1943) samt ett par genealogiska arbeten om sin släkt, Unander-Smaræus (1914) och Stamtavla över Unandersläkten... (1938); sina levnadsminnen beskrev han i På farofyllda uppdrag i österled (1947). Unander är begravd på Norra begravningsplatsen utanför Stockholm.